# Hohenleuben
Hohenleuben ist eine der kleinsten Städte im Osten Thüringens. Sie liegt im Landkreis Greiz. Zum Stadtgebiet gehört auch das Dorf Brückla. Erfüllende Gemeinde für Hohenleuben ist Langenwetzendorf. Infolge seiner kleinen Einwohnerzahl ist Hohenleuben eine Landstadt.

## Geographie

### Geographische Lage und Verkehr
Das zum Landkreis Greiz gehörende Hohenleuben liegt auf einer Anhöhe im Thüringer Schiefergebirge, dem Bergaer Sattel, in der Nähe des Flusses Leuba, der zur Leubatalsperre angestaut wurde. Während die Leuba die Ortsflur im Osten begrenzt, bildet die Triebes die westliche Flurgrenze. Hohenleuben besitzt einen gleichnamigen Haltepunkt an der Bahnstrecke Werdau–Mehltheuer. Der ebenfalls an dieser Bahnstrecke befindliche Bahnhof Loitsch-Hohenleuben liegt in der Flur des Weidaer Ortsteils Loitsch. Durch Hohenleuben führt die Landesstraße 1083.

### Nachbargemeinden
Angrenzende Gemeinden sind Auma-Weidatal, Weida, Langenwetzendorf und die Stadt Zeulenroda-Triebes.

## Geschichte

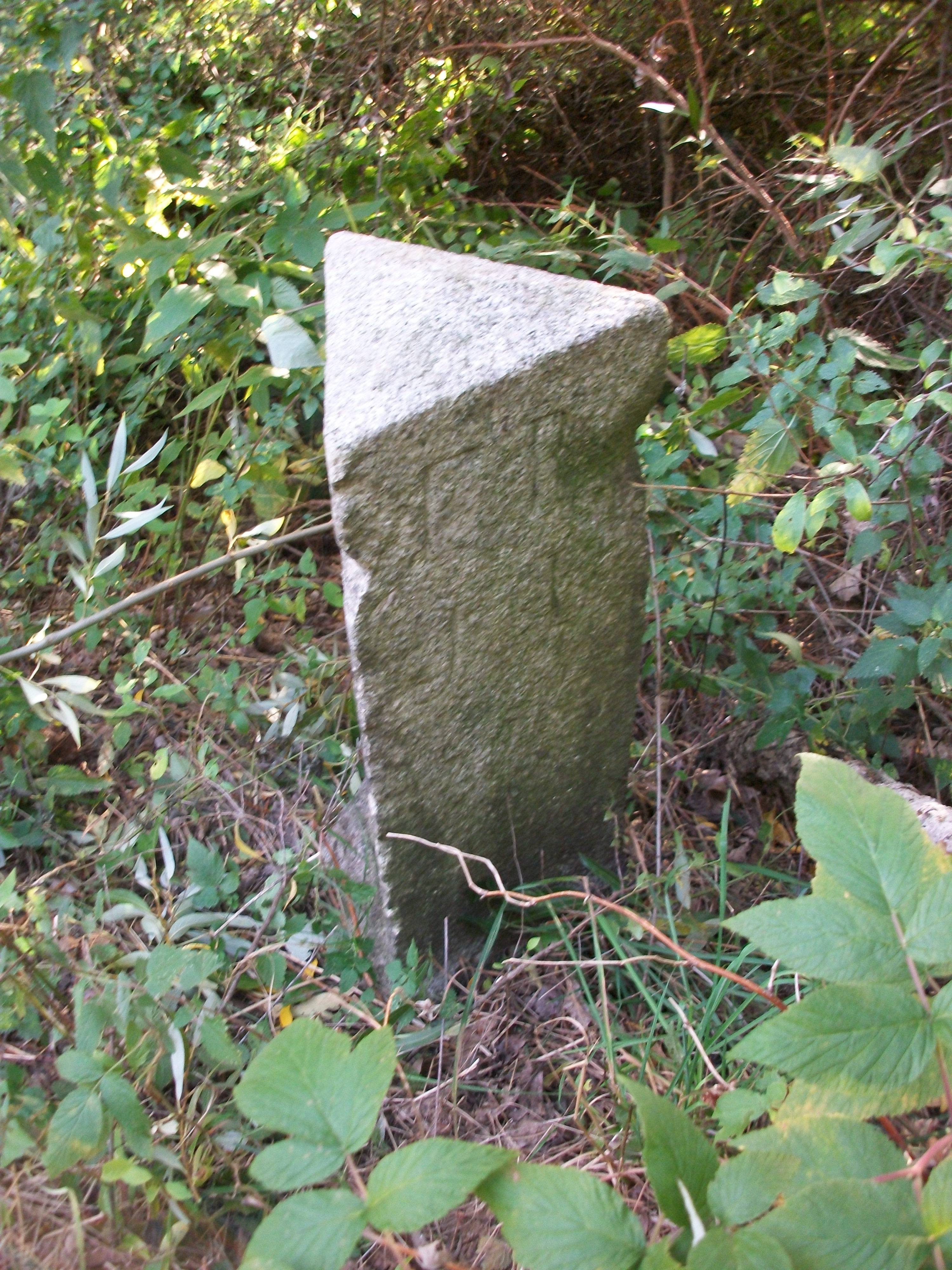
Dreiherrenstein bei Hohenleuben

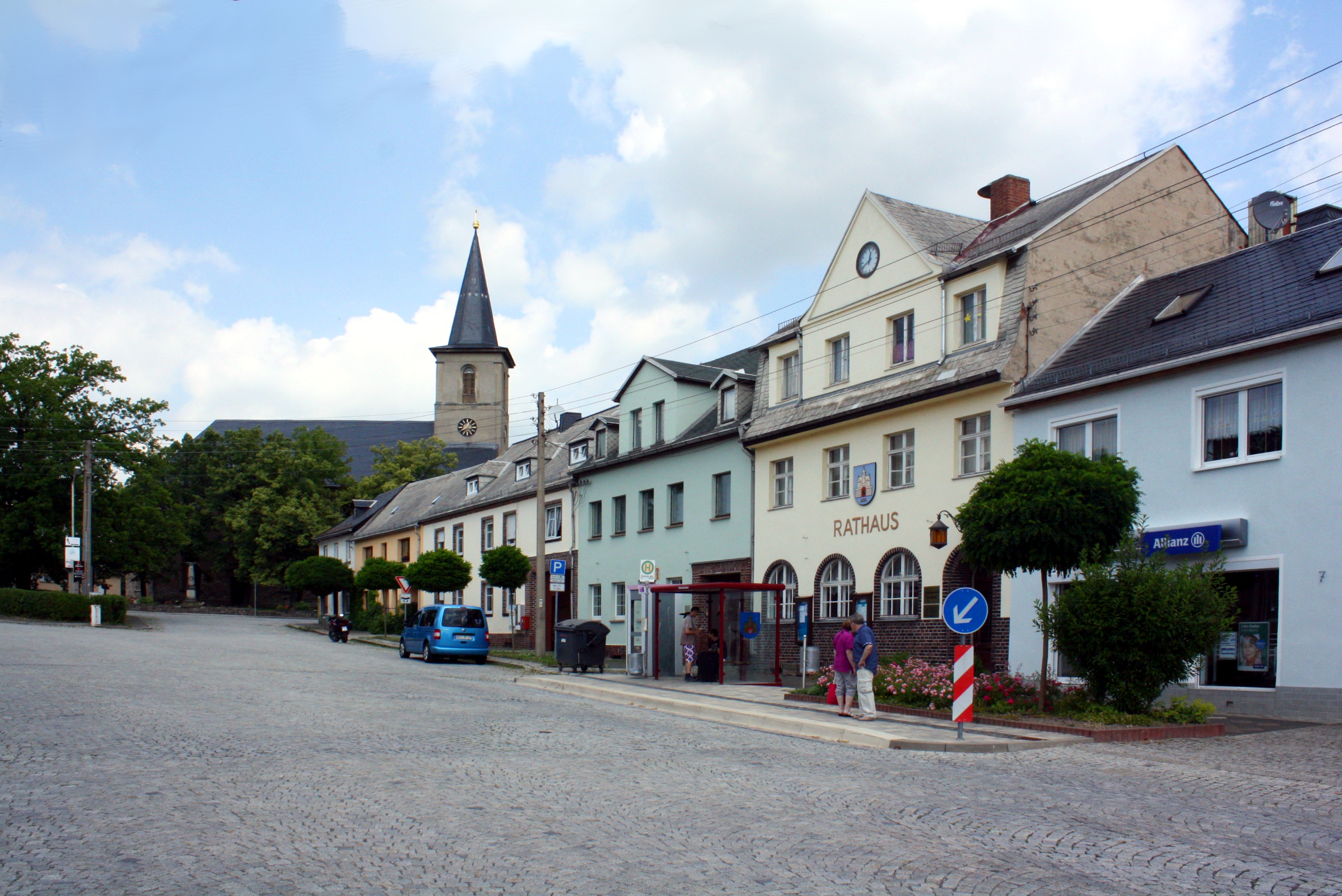
Markt mit Rathaus und Stadtkirche

Hohenleuben wurde 1267 erstmals urkundlich als Luben (sorbisch: „Bast“) erwähnt. Eine Quelle von 1868 leitet Loibe vom Slawischen ab, was „dichter Wald“ heißt: „Noch jetzt heißt ein Theil der Gegend um Suhl ‚die Suhlaer Loibe‘. Verwandt ist das deutsche Wort Laube“. (Das widerspricht jedoch den Angaben im Herkunftswörterbuch des Duden). 1356 findet sich in einem Ehevertrag der Vögte von Weida und Gera der Name der Burg Reichenfels. Reichenfels war Amtssitz eines kleinen Verwaltungsgebietes, das etwa das Gebiet zwischen Hohenleuben und Zeulenroda umfasste. Dort befand sich auch die Loch- oder Schlossmühle. 1356 wurden Burg und die Pflege Reichenfels erstmals von den Vögten vertraglich genannt. Zum dazugehörigen Gutsbereich gab es auch schon eine Mahl- und Schneidemühle. Der Müller stand im Dienst der Herrschaft. 1917 kaufte ein Müller aus Saalfeld die Schlossmühle. 1961 wandelte sie ein Magdeburger Betrieb in ein Kinderferienlager um. 1992 verkaufte die Treuhand das Anwesen an Privatleute aus Hessen. Als Fachleute der Wasserwirtschaft bauen sie auf die Wasserkraft zur Energieumwandlung. An die Mühle erinnert noch ein Mühlstein im Burggarten.
1744 wurde die Neumühle an der Leuba erstmals urkundlich genannt. Bis 1965 trieb das Wasserrad bei gutem Wasserstand der Leuba die Mühle an. Der Müller geriet am 28. Dezember 1958 beim Nachstellen des Laufes der Mühlsteine mit einem Bein in die Transmission. Tod war die Folge wegen hohen Blutverlustes. Die Genossenschaftsbauern der Umgebung unterstützten den Ersatzmüller und die LPG betreute die Felder. Die Mühle lief, bis der Talsperrenbau den Abbau der Mühle notwendig machte. 1981 erreichte die Talsperre den Vollstau und alles, was von der Mühle noch stand, versank in den Fluten. Die letzten Bewohner trafen sich 2001 zum 230-jährigen Jubiläum der Inbetriebnahme der Mühle und gedachten der Vorfahren.
1786 erfolgte die Grundsteinlegung der Kirche. 1883 bekam Hohenleuben einen Bahnanschluss, der sich wegen der relativ großen Entfernung des Bahnhofs vom Ort wirtschaftlich nicht wie erhofft positiv auswirkte. Am 21. August 1928 erhielt Hohenleuben das Stadtrecht.
Als Teil der „Pflege Reichenfels“, zu der neben Hohenleuben noch Triebes und Langenwetzendorf gehörten, unterstand Hohenleuben bis 1918 dem Fürstentum Reuß jüngerer Linie, Seitenlinie Reuß-Köstritz der Schleizer Linie. Im Rahmen der Trennung der Rechtsprechung von der Verwaltung wurde 1852 das Landratsamt Schleiz eingerichtet, dem Hohenleuben als Exklave bis zu seiner Auflösung im Jahr 1871 angehörte. Anschließend unterstand Hohenleuben dem Landratsamt Gera. Nach der Novemberrevolution 1918 gehörte Hohenleuben zum Freistaat Reuß j. L., der sich aber schon 1919 mit dem Freistaat Reuß ä. L. zum Volksstaat Reuß mit der Hauptstadt Gera vereinigte, welcher wiederum 1920 im Land Thüringen aufging. Hohenleuben gehörte seit 1919 zum Bezirksverband Greiz, der aus dem Landratsamt Greiz in veränderter Abgrenzung hervorging. Nachdem 1920 das neue Land Thüringen gegründet worden war, kam es 1922 zu einer umfassenden Gebietsreform. Hohenleuben gehörte seitdem zum thüringischen Landkreis Greiz.
Am 15. Mai 1935 nahm das neue Frauengefängnis seinen Betrieb auf. Die erste Direktorin Johanna Weitz arbeitete später aus Gewissensgründen gegen die NS-Behörden, wurde im Berliner Gestapogefängnis Prinz-Albrecht-Straße gefoltert und misshandelt und in ihrem letzten Wohnort Oettern unter Hausarrest gestellt. Im Jahr 1941 wurden fünf Frauen wegen „verbotenen Umgangs mit Fremdvölkischen“ auf dem Marktplatz kahl geschoren und an den Pranger gestellt.
Im Jahr 1945 besetzten die US-Amerikaner nach Artilleriebeschuss den Ort, später übernahmen sowjetische Truppen die Besatzungsmacht in Thüringen. Es gab in Hohenleuben ein geschlossenes Spezialkinderheim „Erich Weinert“ der Jugendfürsorge der DDR, in das Kinder zwangseingewiesen wurden. Das Heim lag ca. 1 km vom Ortsrand entfernt. Bei der Verwaltungsreform von 1952 in der DDR wurde das Land Thüringen aufgelöst und der Landkreis Greiz aufgeteilt, wodurch Hohenleuben seitdem zum Kreis Zeulenroda im Bezirk Gera gehörte. Am 1. Januar 1957 wurde Brückla nach Hohenleuben eingemeindet. Seit 1990 gehörte Hohenleuben zum thüringischen Landkreis Zeulenroda. 1994 kam Hohenleuben im Zuge der Gebietsreform im Land Thüringen zum Landkreis Greiz und erklärte seinen Beitritt zur zukünftigen Verwaltungsgemeinschaft Leubatal. Diese wurde am 31. Dezember 2013 aufgelöst und die Stadt wird fortan durch Langenwetzendorf erfüllt. Eine Außenstelle der Verwaltung befindet sich allerdings weiterhin in Hohenleuben.

### Hohenleubener Schloss
1703 verkaufte Georg Wilhelm von Müffling die Burg und Herrschaft (Pflege) Reichenfels an Graf Heinrich XXIV. von Reuß-Köstritz. Letzterer verlegte den Sitz des Amtes nach Hohenleuben. Dazu wurde das Hohenleubener Schloss errichtet oder bestand bereits.
Die Pflege (Herrschaft) Reichenfels und Hohenleuben blieben bis 1945 im Besitz der Fürsten von Reuß. Der Diplomat Heinrich XXXI. Reuß zu Köstritz (1868–1929), ein Sohn des Heinrich LXXIV. Reuß zu Köstritz, führte seit seiner morganatischen Heirat 1918 den Titel Prinz von Hohenleuben.
In der Stadtkirche von Hohenleuben wurde 1741 die Fürstengruft angelegt und bis 1878 benutzt. Die Gruft konnte in den 1990er Jahren noch auf Anfrage beim Pfarramt besichtigt werden.
Das Hohenleubener Schloss, über das es im Museum Reichenfels eine kleine Ausstellung gibt, befand sich auf dem Areal der heutigen Justizvollzugsanstalt Hohenleuben. Heute erinnert nur noch der Name Schloßstraße an das Schloss. Neben dem Schloss befand sich auch ein kleiner parkähnlicher Schlossgarten. 1986 erfolgte der Abriss des ruinösen Schlosses. Seine Abbruchsteine wurden in einigen ehemaligen Steinbrüchen um Reichenfels verfüllt. Einige aus dem Schloss gerettete Objekte befinden sich im Museum Reichenfels (bei der Burgruine Reichenfels).

### Pfarrgericht Hohenleuben

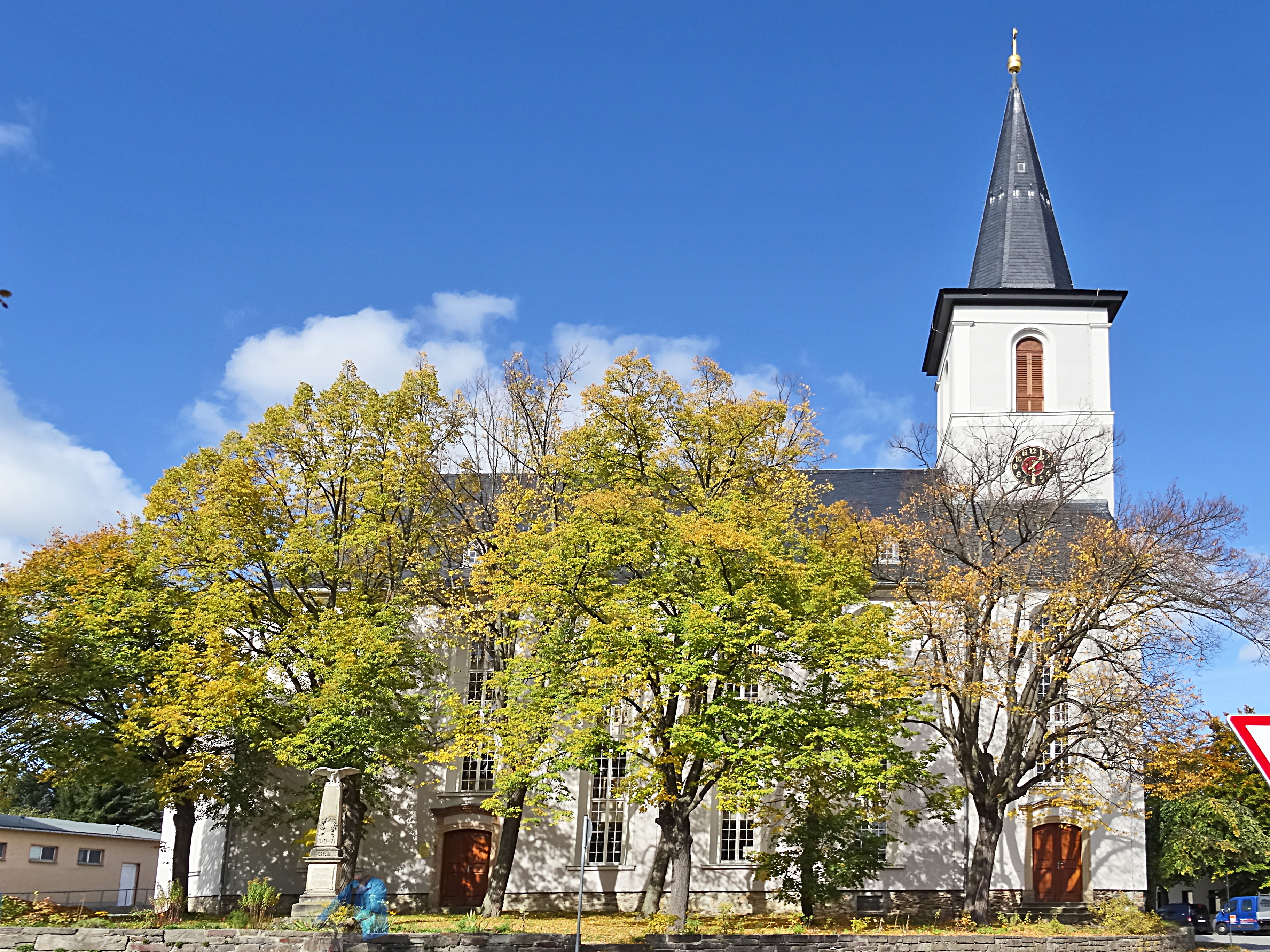
Stadtkirche Hohenleuben

Hohenleuben war stets Hauptort der Pflege (Verwaltungseinheit) Reichenfels und umfasste diese in ihrem gesamten Umfang. Zu dieser Pflege gehörten anfangs auch Zeulenroda, Mehla, Brückla, Kauern, Lunzig, Hain und die beiden Wolschendorf. Filialen der Kirche von Hohenleuben waren ebenso Weißendorf, Langenwetzendorf und Triebes.
Die Pfarrei in Hohenleuben verfügte über Besitzungen und Lehensgüter in Hohenleuben, Triebes und Kranich, Niederböhmersdorf, Mehla, Langenwetzendorf, Kauernmühle, Hainsberg und Zeulenroda. Damit war die Patrimonialgerichtsbarkeit in Form der Erbgerichtsbarkeit verbunden. Dieses Pfarrgericht Hohenleuben übte der Pfarrer bis 1635 selbst aus, danach war ein Gerichtsverwalter eingestellt. Das Patrimonialgericht wurde Ende 1854 aufgehoben.
Das Patronatsrecht über die Pfarrei wurde ab 1689 abwechselnd von den Besitzern der Rittergüter Reichenfels und Hohenleuben ausgeübt. Seit 1703 war der Inhaber des Paragiums Reuß-Köstritz Patronatsherr.

### Einwohnerentwicklung
1840 hatte Hohenleuben 2.103 Einwohner, die in 223 Häusern lebten. Bis 1947 wuchs der Ort auf 2.512 Einwohner, davon waren etwa 25 % Umsiedler. 1971 lebten in der Stadt und dem Ortsteil Brückla 2.349 Menschen. 1992 war die Einwohnerzahl Hohenleubens auf nur noch 1.958 Einwohner gesunken und fiel damit nach Jahrzehnten erstmals unter 2.000.
Weitere Entwicklung der Einwohnerzahl (31. Dezember):
| - 1994: 1.960 - 1995: 1.965 - 1996: 1.961 - 1997: 1.937 - 1998: 1.950 - 1999: 1.956 | - 2000: 1.956 - 2001: 1.905 - 2002: 1.863 - 2003: 1.820 - 2004: 1.837 - 2005: 1.802 | - 2006: 1.784 - 2007: 1.753 - 2008: 1.687 - 2009: 1.675 - 2010: 1.667 - 2011: 1.646 | - 2012: 1.628 - 2013: 1.607 - 2014: 1.589 - 2015: 1.537 - 2016: 1.474 - 2017: 1.461 | - 2018: 1.425 - 2019: 1.403 - 2020: 1.388 - 2021: 1.431 - 2022: 1.442 - 2023: 1.426 |

 Datenquelle: Thüringer Landesamt für Statistik

## Politik

### Stadtrat
Nach der Kommunalwahl vom 26. Mai 2024 setzt sich der Stadtrat wie folgt zusammen:
| Partei                     | Sitze  | Sitzverteilung im Stadtrat HohenleubenInsgesamt 12 Sitze - FDP: 7 - BU: 5 |
| FDP/Bürger für Hohenleuben | 7 (−2) | Sitzverteilung im Stadtrat HohenleubenInsgesamt 12 Sitze - FDP: 7 - BU: 5 |
| Bürgerunion Hohenleuben    | 5 (+2) | Sitzverteilung im Stadtrat HohenleubenInsgesamt 12 Sitze - FDP: 7 - BU: 5 |

### Bürgermeister
Bürgermeisterin Stefanie Soch ist seit 2021 im Amt, welches sie ehrenamtlich ausübt.

## Kultur und Sehenswürdigkeiten

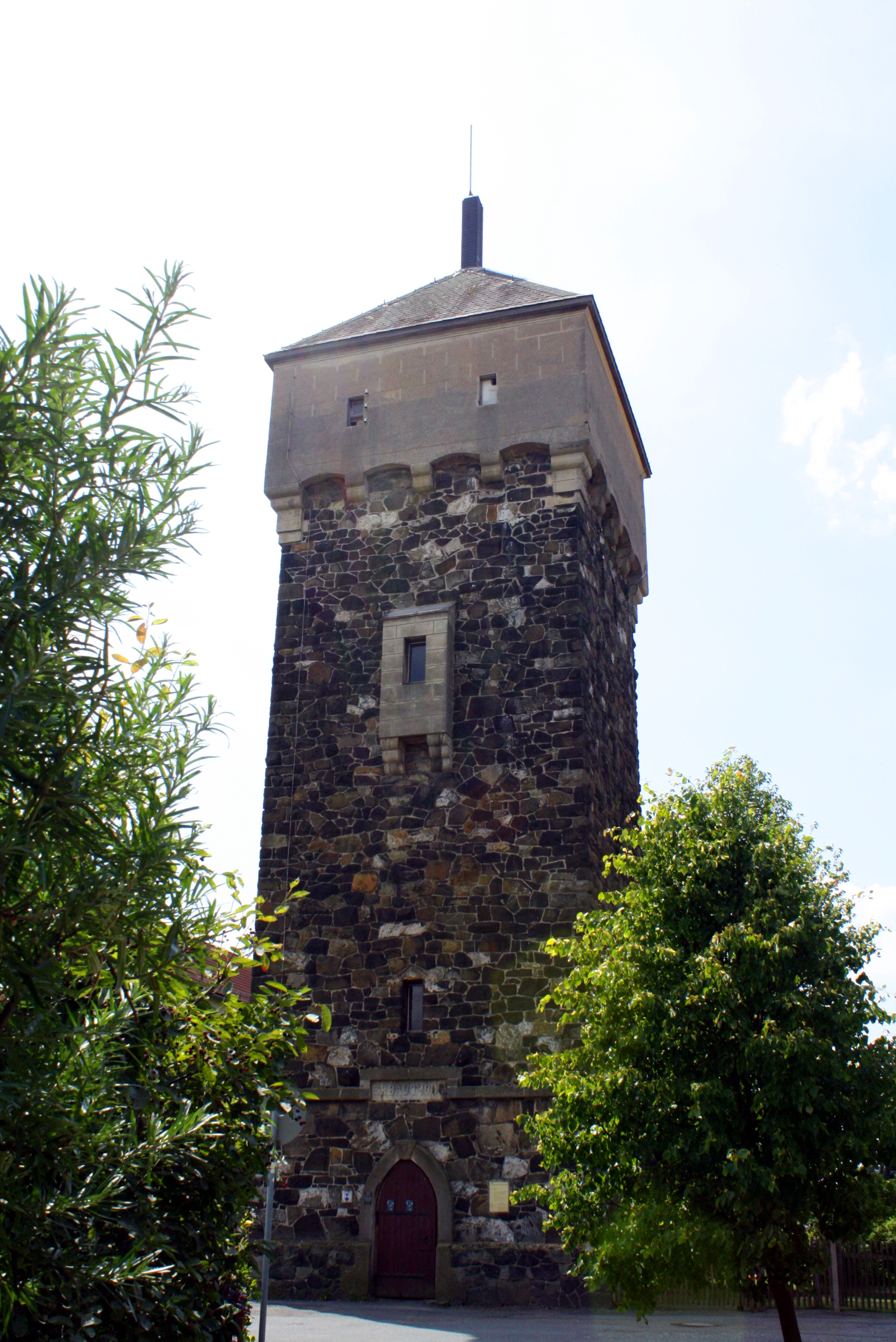
Wasserturm

- Der 1869 erstmals abgehaltene Hohenleuber Taubenmarkt ist die traditionsreichste Veranstaltung des Ortes und findet jährlich statt. Initiator des Festes war der damals neu entstandene Tauben- und Geflügelzüchterverein, heute Rassegeflügelzuchtverein (RGZV) 1869 Hohenleuben. Neben weiteren Marktangeboten werden beim Taubenmarkt auch wertvolle Zuchttauben und Rassegeflügel angeboten. Mit dem bereits im Februar stattfindenden Taubenmarkt ist ein Kostümfest als Attraktion für die Kinder verbunden. Auch Heischegänge der Kinder durch den Ort sind belegt.[13]
- Sehenswert sind die aus dem 12. Jahrhundert stammende Burgruine Reichenfels und das dazugehörige heimatgeschichtliche Museum. Neben der Ausstellung seiner Sammlungen erfolgen hier die Veranstaltungen des Vogtländischen Altertumsforschenden Vereins Hohenleuben (VAVH), dessen Publikationen überregionale Verbreitung finden.
- In der Kirche von Hohenleuben befindet sich seit 1998 das restaurierte monumentale Altargemälde Kalvarienberg des Gothaer Malers Paul Emil Jacobs, das dieser 1844 für die Augustinerkirche in Gotha geschaffen hatte und das dort 1939 beim Kirchenumbau entfernt und eingelagert worden war.
- Die Stadt besitzt einen 25 Meter hohen Wasserturm, der von 1906 bis 1973 in Betrieb war und im Stil eines Wehrturmes errichtet wurde. Das Fassungsvermögen des Hochbehälters beträgt 70 Kubikmeter.
- In der Stadtkirche von Hohenleuben wurde 1741 eine Fürstengruft des Hauses Reuß-Köstritz angelegt und bis 1878 benutzt[14]. Die Gruft konnte in den 1990er Jahren noch auf Anfrage beim Pfarramt besichtigt werden.

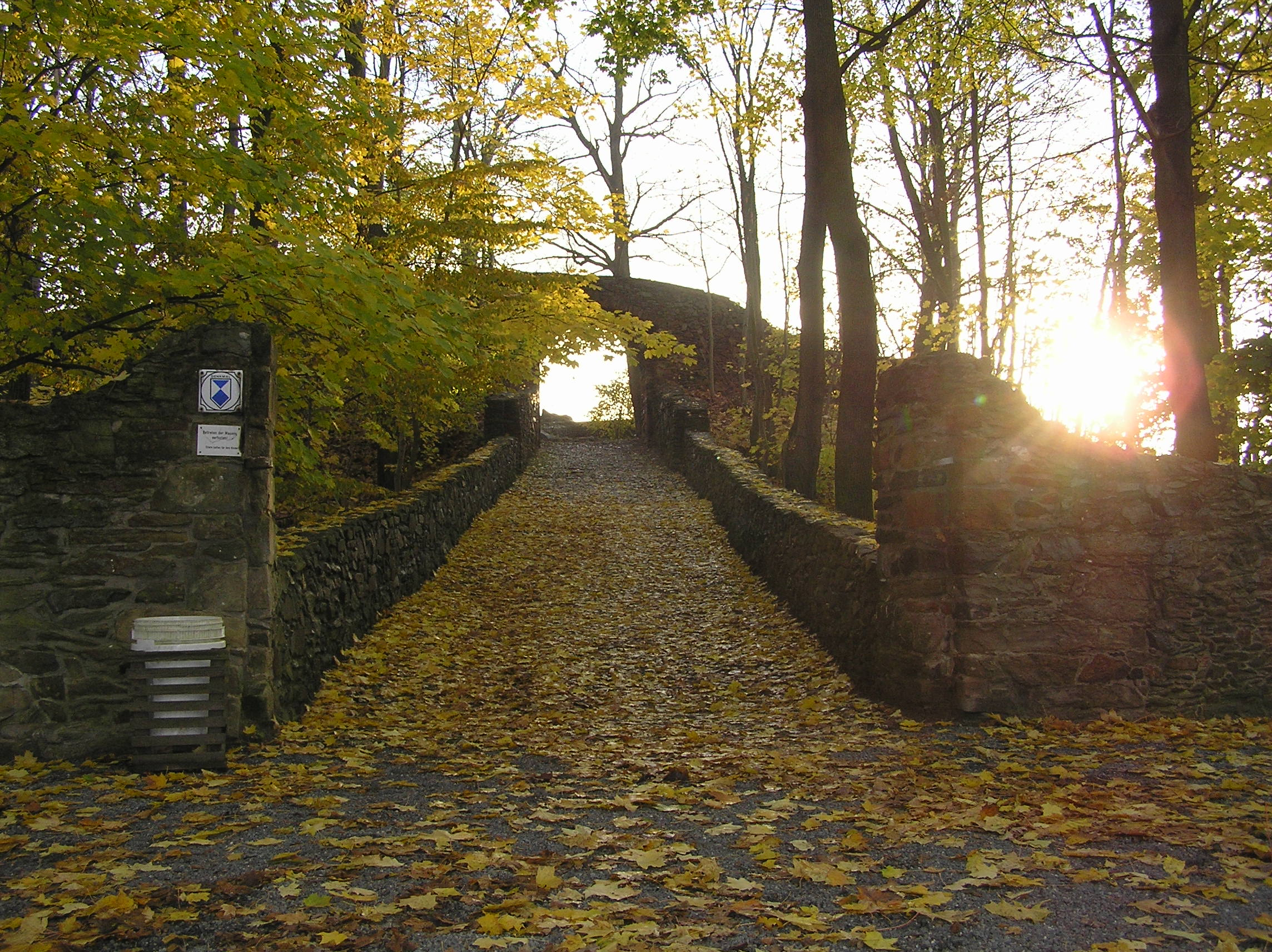
Aufgang zur Burgruine Reichenfels
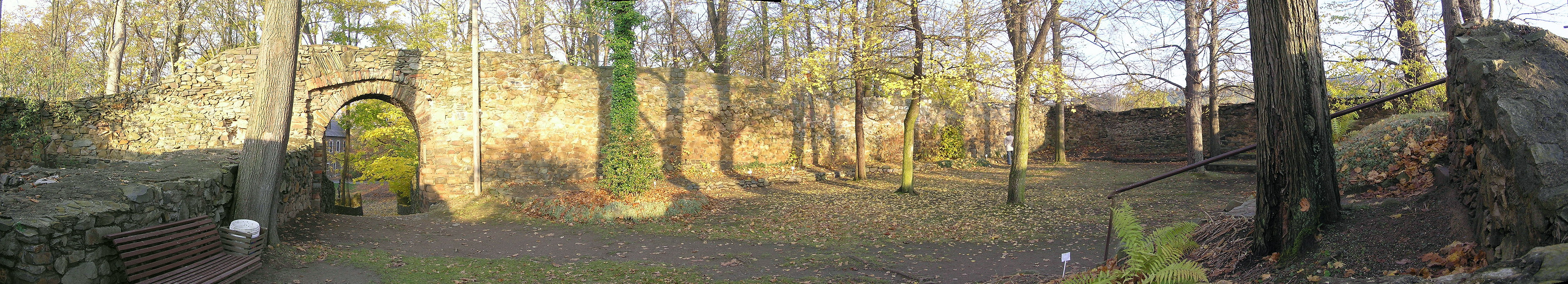
Innerhalb der Burgruine Reichenfels
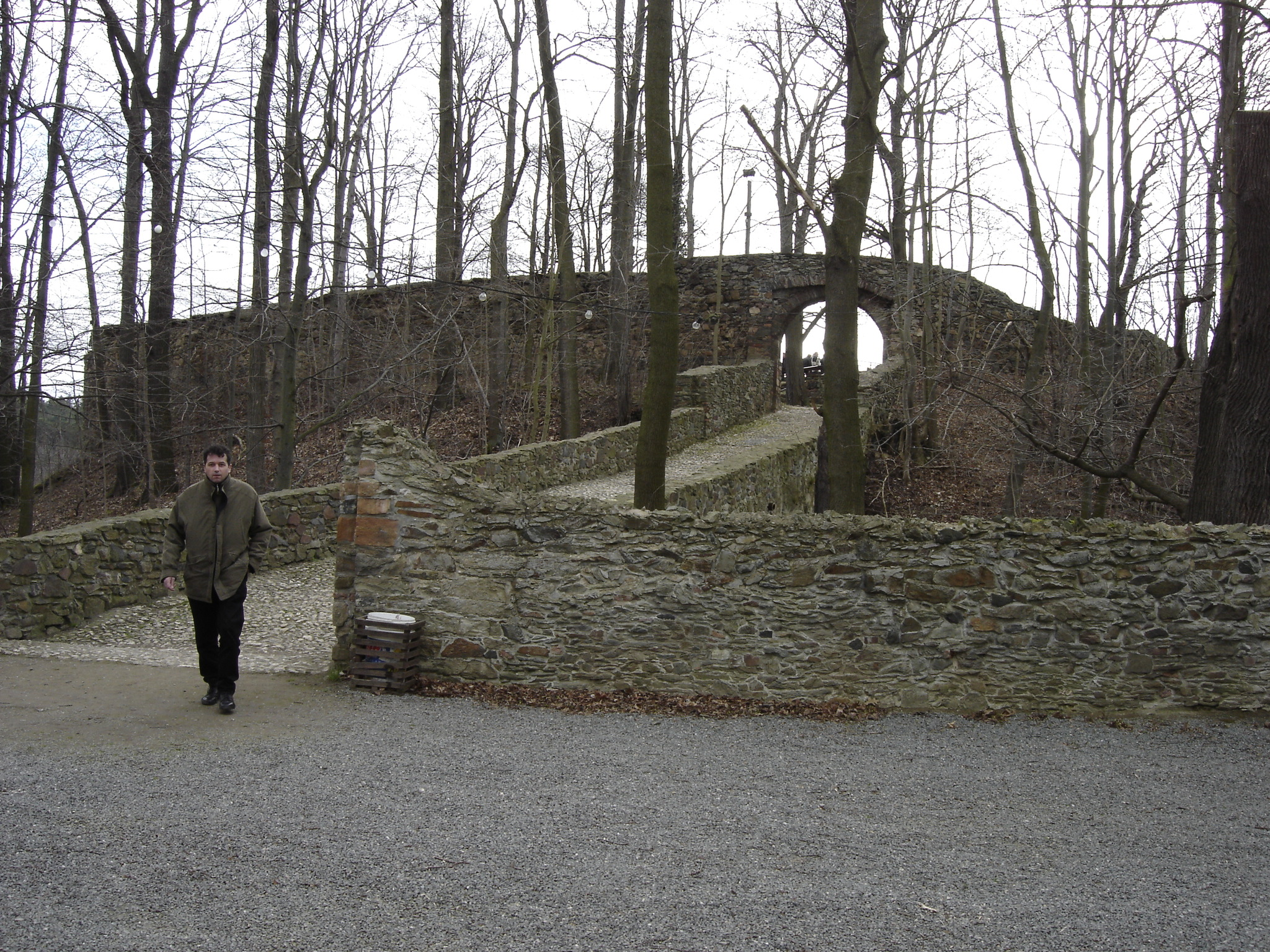
Gesamtansicht der Burgruine

## Vogtländischer Altertumsforschender Verein Hohenleuben und Museum Reichenfels
Am 29. Dezember 1825 gründeten die ehemalig Jenaer Studenten Friedrich Alberti, Konrad Benjamin Meißner und der Arzt Julius Schmidt im Ort den Vogtländischen Altertumsforschenden Verein Hohenleuben. Dieser baute eine museale Sammlung und eine wissenschaftliche Bibliothek zur Regionalgeschichte auf, die inzwischen auf etwa 35 000 Bände angewachsen ist.
Von 1829 bis 1836 erschienen unter dem Titel VARISCIA die Mitteilungen aus dem Archiv des Vogtländischen Altertumsforschenden Vereins. In der Folgezeit kamen sie in der Regel als Jahresberichte. Ab 1946 gab es die Mitteilungen der Freunde des Kreismuseums Hohenleuben, ab 1951 das Jahrbuch des Kreismuseums Hohenleuben-Reichenfels.
Die Bibliothek war anfangs in den Räumen des Gasthauses untergebracht. 1938 wurde der Grundstein für einen Neubau eines Museums gelegt. Dieser wurde dann aber bis zum Ende des NS-Staats militärisch genutzt. Erst von 1947 bis 1949 konnte das Museum und die dazugehörige Bibliothek eingerichtet werden.

## Freizeit
Im Umfeld von Hohenleuben befindet sich die Leubatalsperre und die Burgruine Reichenfels, welche nahe am Bahn-Haltepunkt Hohenleuben liegt.

## Wirtschaft und Infrastruktur
Hohenleubens Wirtschaft wird von der Justizvollzugsanstalt Hohenleuben geprägt, die größter Arbeitgeber der Stadt ist. Darüber hinaus sind kleine Gewerbetreibende im Ort ansässig. Ferner wurden im Ort durch die Firma Zeha (1972–1989: VEB Spezialsportschuhe Hohenleuben im Kombinat Schuhe) bis 1993 unter anderem Sportschuhe hergestellt, die auch von mehreren Nationalmannschaften genutzt wurden.

## Persönlichkeiten
- Karl Christian Gottlieb Sturm (1780–1826), in Jena und Bonn-Poppelsdorf tätiger Agrarökonom
- Karl Friedrich Alexander Freiherr von Görschen (1738–1818), Generalmajor in der kaiserlichen Armee der Habsburgermonarchie
- Ludwig Alberti (1805–1857), deutscher Richter und Politiker
- Ludwig Fuchs (Politiker, 1808) (1808–1861), deutscher Notar und Abgeordneter
- Moritz Fuchs (1810–1886), deutscher Landrat und Abgeordneter
- Gottlob Groß (1811–1877), deutscher Glasermeister und Politiker
- Friedrich Fischer (Politiker, 1815) (1815–1874), 1851 bis 1874 Bürgermeister von Hohenleuben und Landtagsabgeordneter
- Gustav Groß (1825–1878), deutscher Webermeister und Abgeordneter Reuß j.L.
- Reinhardt Patzer (1872–ins 20. Jahrhundert), deutscher Gewerkschaftsfunktionär und Politiker (SPD)
- Paul Köttnitz (1875–1954), bay. Regierungsrat, Heimatforscher und Bundesverdienstkreuzträger